# Zamek Aschach
Zamek Aschach (niem. Schloss Aschach) – zabytkowy zamek w Aschach, dzielnicy miasta Bad Bocklet, w powiecie Bad Kissingen (Bawaria).
Historia zamku sięga XII w., kiedy to w tym miejscu zbudowano zamek. Po jego zniszczeniu w wojnie chłopskiej książęta-biskupi Würzburga przekształcili dawny zamek w swoją siedzibę administracyjną i pałacyk myśliwski.

## Galeria

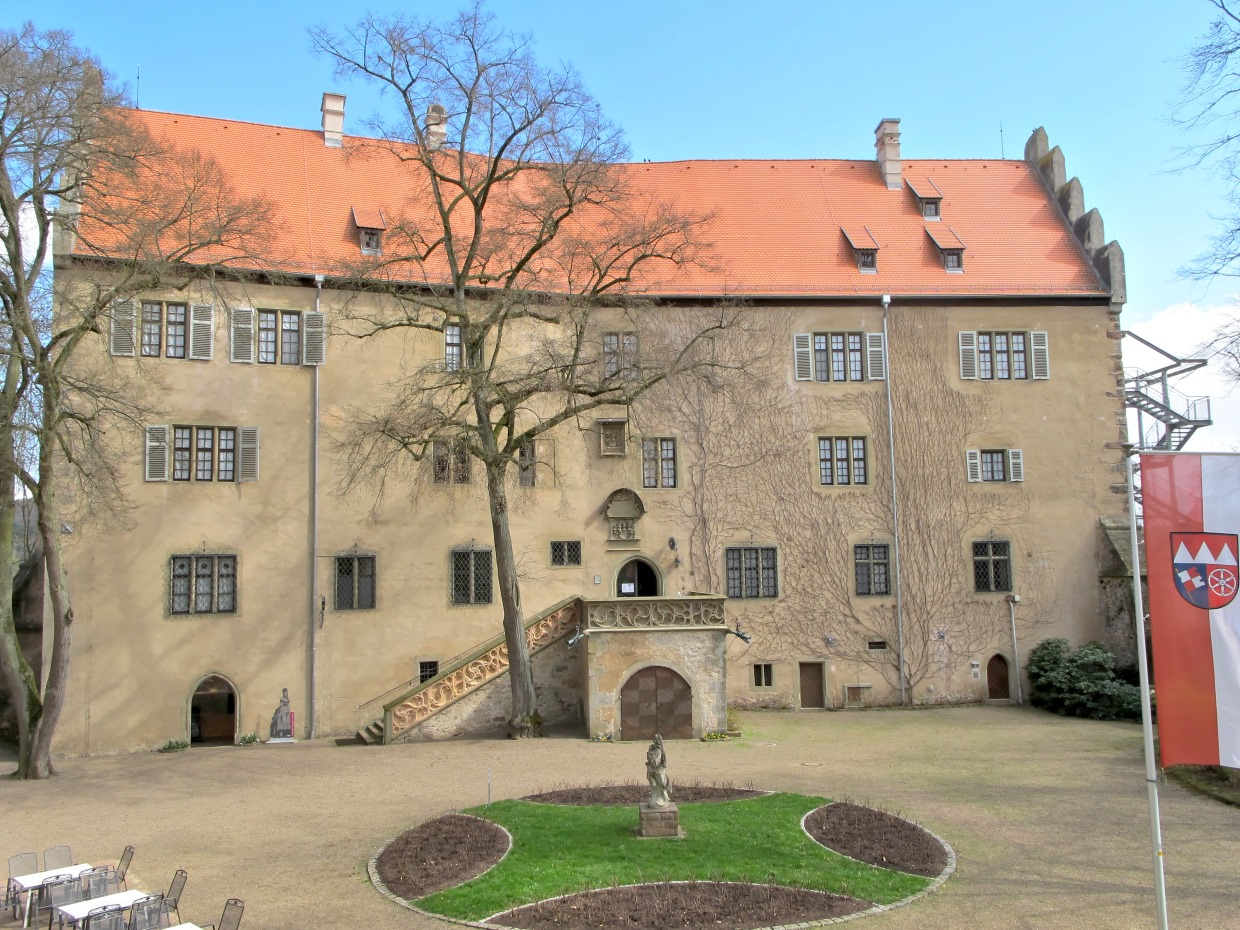
Duży zamek od strony dziedzińca
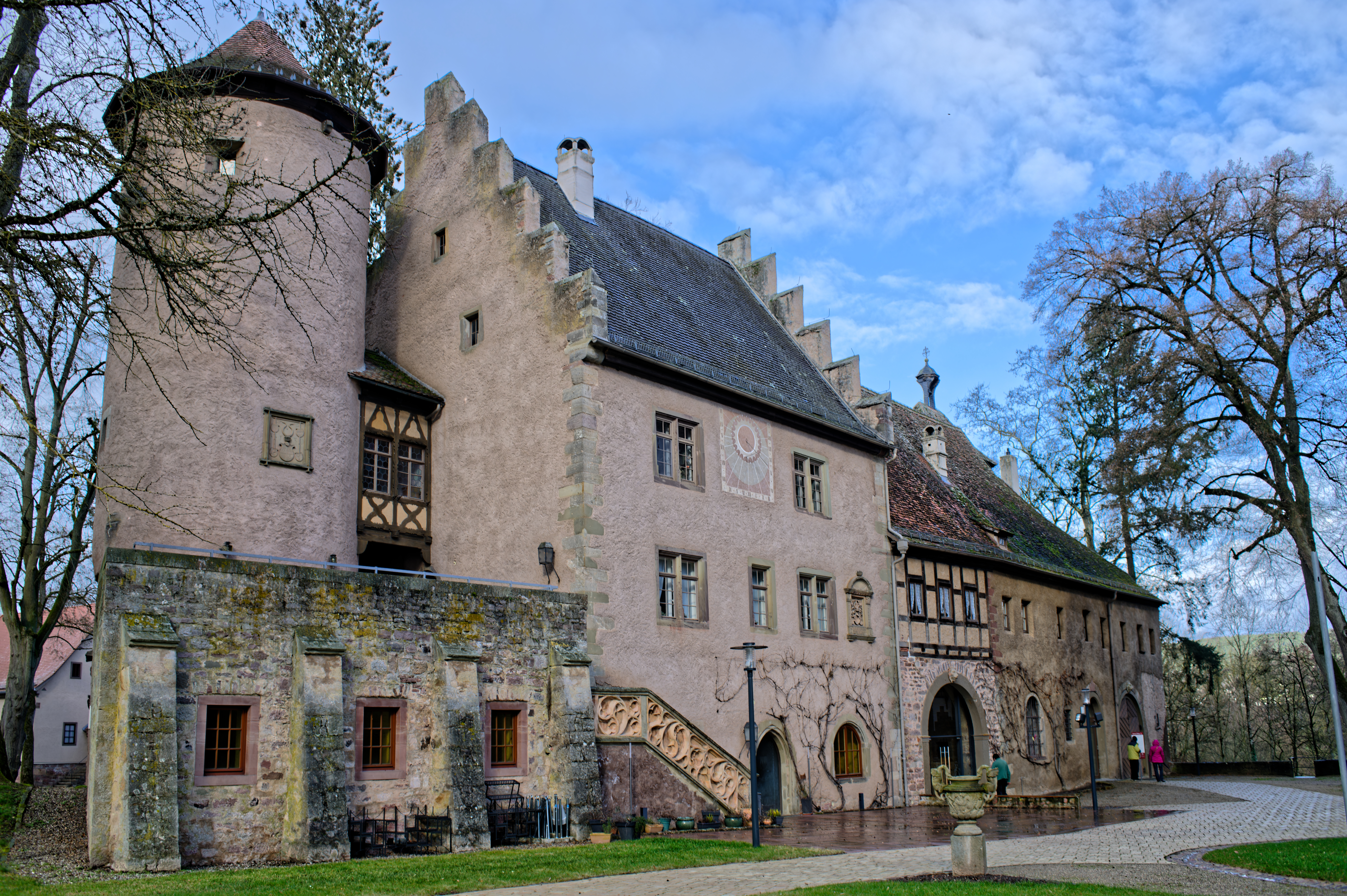
Mały zamek
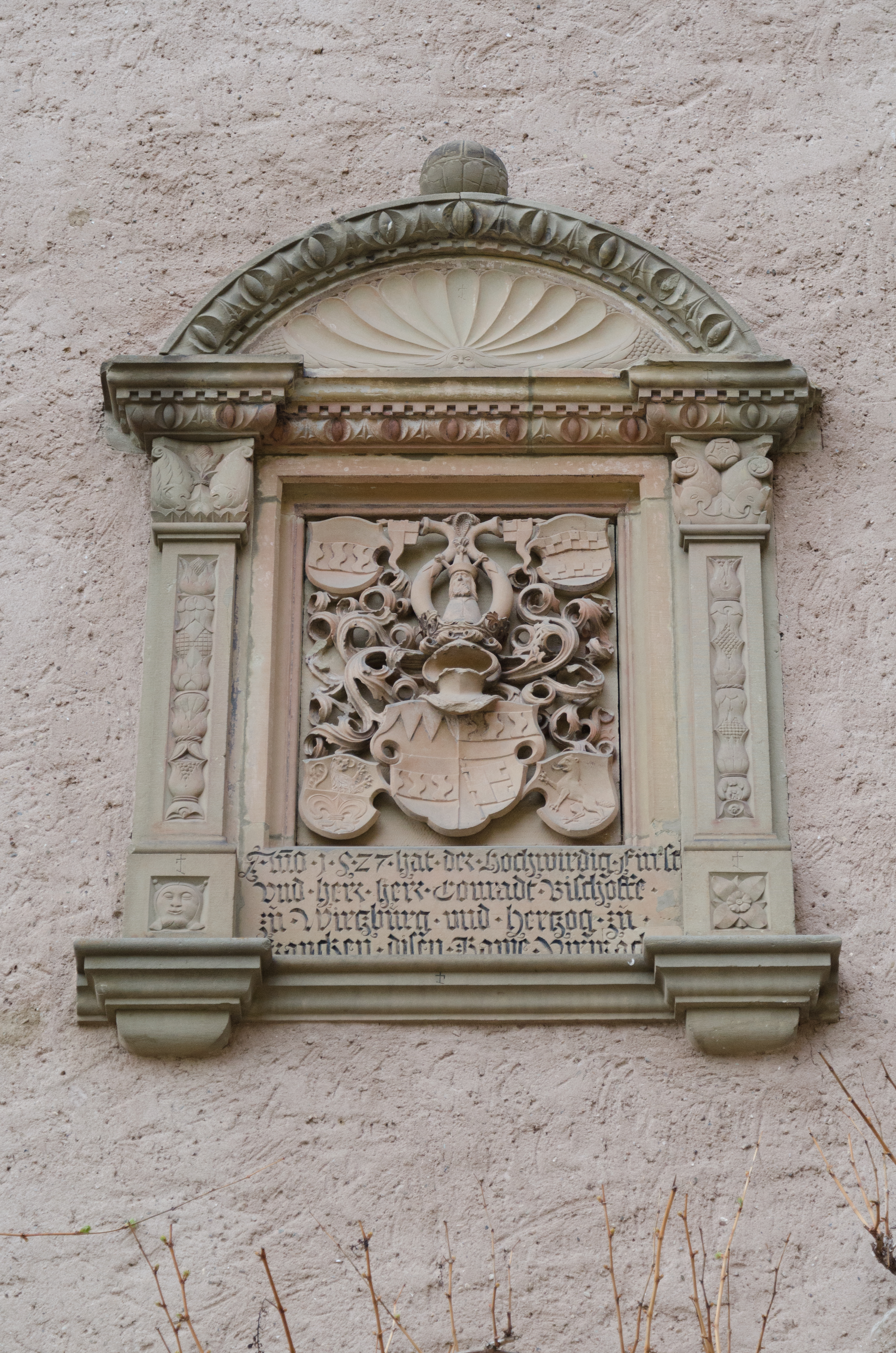
Herb z 1527 Konrada II von Thüngen(inne języki)
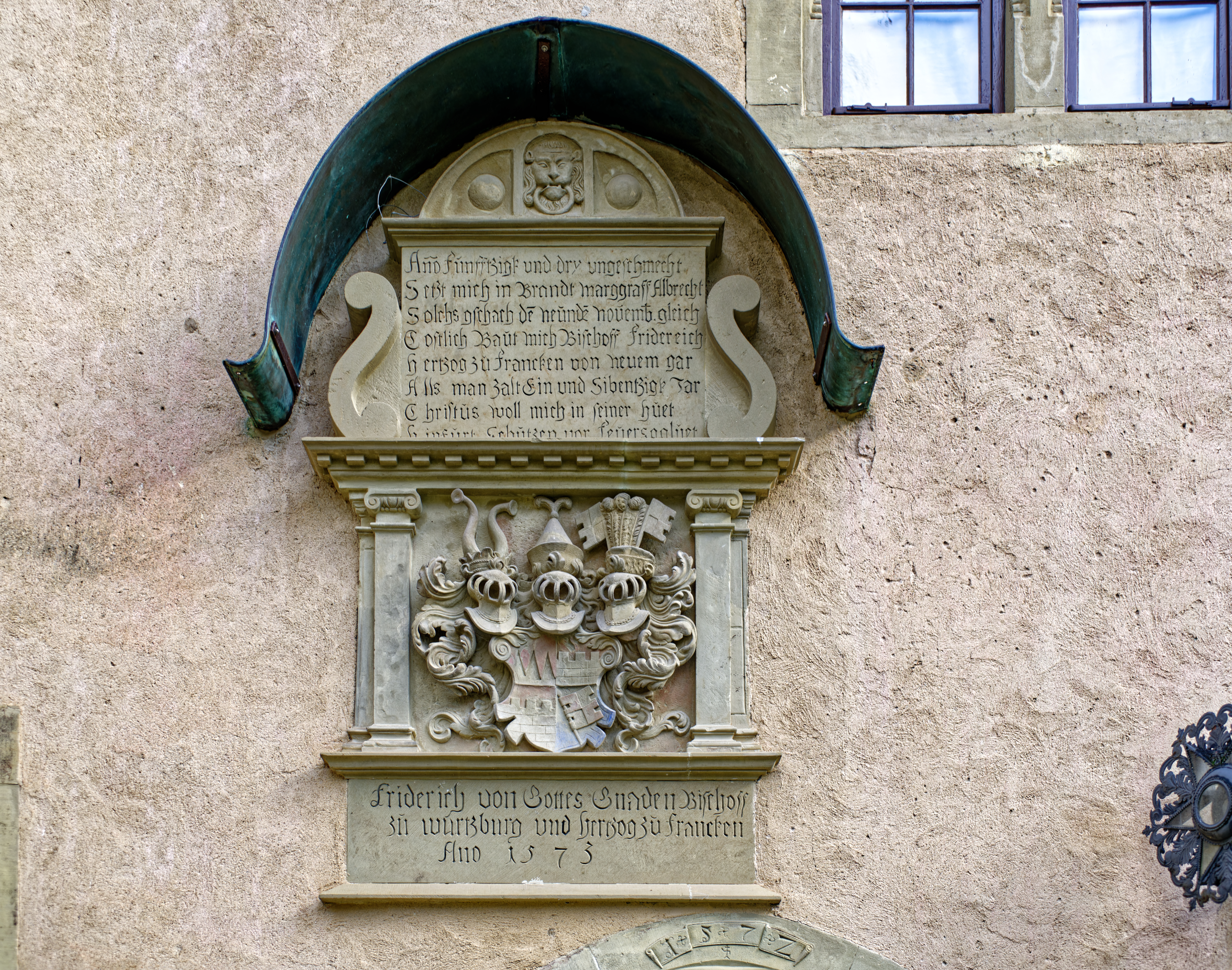
Herb z 1573 bpa Friedricha Wirsberg(inne języki)
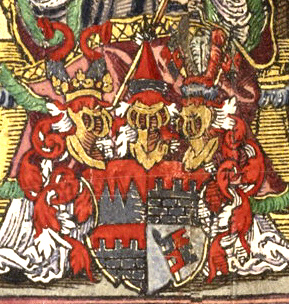
Herb bpa Friedricha von Wirsberg(inne języki)
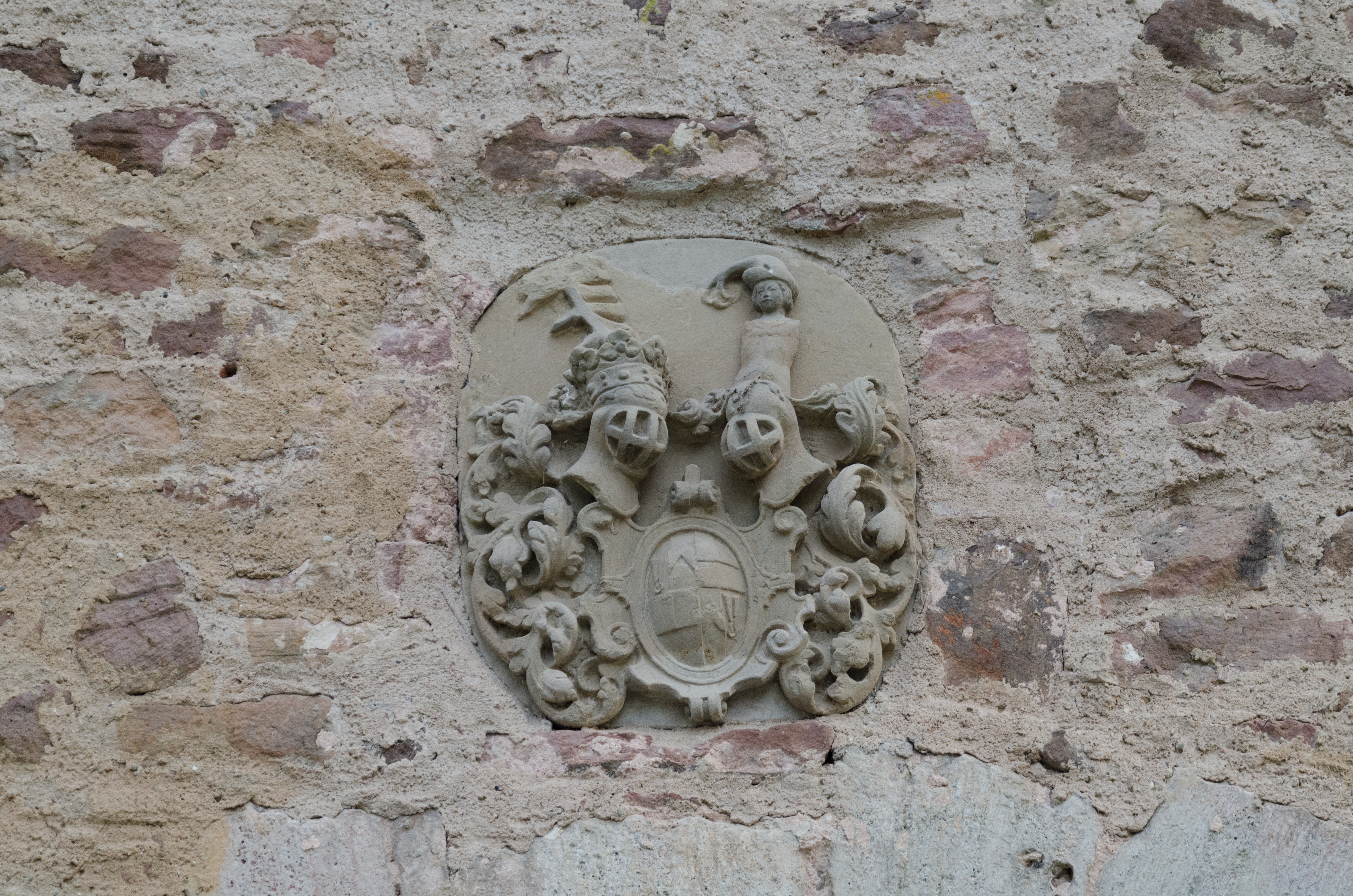
Herb. Skrzydło północne